# 鈴木琢也
鈴木 琢也（すずきたくや、1986年4月3日 - ）は、日本の教育家、ライター、パブリックスピーカー。学位はグロービス経営大学院 経営学修士位、カリフォルニア大学バークレー校（UCバークレー）学士。身長186cm。

## 人物
1986年、川崎市生まれ。中学で不良となり、神奈川の「最低レベル」の県立高校を卒業して「鳶職」の職人をしていたが、勉強しようと一念発起、情報処理の専門学校に進んだ。その後、留学を決意し、仕事を辞めてアメリカに渡る。そしてUCバークレーで政治経済を学び、現在は「グロービス経営大学院」で働く。執筆、講演活動を行う。

## 略歴
- 2005年4月、鳶職となる
- 2008年3月、専門学校（情報処理専攻）卒業
- 2008年4月、トランスコスモス株式会社入社
- 2015年5月、University of California, Berkeley Political Economy専攻（B.A）卒業
- 2016年8月、任意団体TOKIHA代表就任
- 2018年1月、一般社団法人TOKIHA　顧問就任
- 2018年3月、グロービス経営大学院（MBA）修了

## 著書
- バカヤンキーでも死ぬ気でやれば世界の名門大学で戦える。 ポプラ社
- 自分を動かし続ける力　大和書房

## メディア出演
- 奇跡体験!アンビリバボー（2021年2月25日放送分）- ※再現VTR時は颯駿介（鈴木琢也役）、南山あずさ（鈴木愛美役）らも共演。
- マイナビニュース　鈴木琢也の記事一覧 2018/5/18[2]
- J-wave　GROWING REED　放送時間: 00:00～01:00    放送日: 2018/08/27[3]
- President　とび職から米名門大へ"ヤンキー式"勉強法　PRESIDENT 2018年7月2日号[4]
- JFN PARK FUTURES～Sense of Wonder～2018年5月30日[5]
- 講談社　高校生・受験生のお母さんお助けＢＯＯＫ　大学選びの新常識　２０１７年度版[6]
- 日経出世ナビ　元ヤンキーもあぜん！ホンダ創業者の「やんちゃぶり」米名門大卒の元ヤンキー鈴木琢也さんが読む「本田宗一郎の履歴書」2016/9/11[7]
- 日刊スゴい人　ヤンキーから一念発起してアメリカの公立ナンバーワンの大学に合格したスゴい人！2016-01-08[8]
- 女性セブン　元ヤンキー　とび職経てUCバークレー進学するまでの道のり 2015.12.12[9]
- TBS 白熱ライブ ビビット 2015年11月12日（木）08:00～09:55 TBS[10]
- Huffington Post　ヤンキー→とび職→アメリカの名門大学　鈴木琢也さんの逆転人生を支えた「気合」2015年10月10日 10時06分[11]
- ダ・ヴィンチ・ニュース　偏差値30台の不良が世界の名門大学へ――「結局、障害になるのって“自分の存在”や“思ってること”」鈴木琢也さんインタビュー　2015/10/5[12]
- NewsPicks 【本編】もし元とび職の不良が世界の名門大学に入学したら・・・こうなった。カルフォルニア大学バークレー校、通称UCバークレーでの「ぼくのやったこと。」の話 2014/7/25[13]